# Хуан Хесус Гутьєррес Роблес
Хуан Хесус Гутьєррес Роблес (ісп. Juan Jesús Gutiérrez Robles, нар. 17 лютого 1980, Малага), відомий як Хуаніто (ісп. Juanito) — іспанський футболіст, що грав на позиції опорного півзахисника.

## Ігрова кар'єра
Вихованець клубної системи «Малаги». До заявки її головної команди почав залучатися 1999 року, але її основним гравцем став лише у сезоні 2004/05. 
Після того сезону залишив рідну команду і по року відіграв за «Алавес» і «Реал Сосьєдад», після чого протягом двох років був основним центральним захисником в «Альмерії».
2009 року повернувся до «Малаги», де спочатку став гравцем «основи», проте вже у другому сезоні після повернення втратив місце в основі, а другу половину сезону відіграв за «Альмерію».
Завершував ігрову кар'єру в Греції, де протягом 2011–2013 років грав за «Астерас».

## Титули і досягнення
- Володар Кубка Інтертото (1):

«Малага»: 2002